# Нінгаген (Мекленбург-Передня Померанія)
Нінгаген (нім. Nienhagen) — громада в Німеччині, розташована в землі Мекленбург-Передня Померанія. Входить до складу району Росток. Складова частина об'єднання громад Бад-Доберан-Ланд.
Площа — 5,90 км2. Населення становить 2140 ос. (станом на 31 грудня 2020).